# Condensator

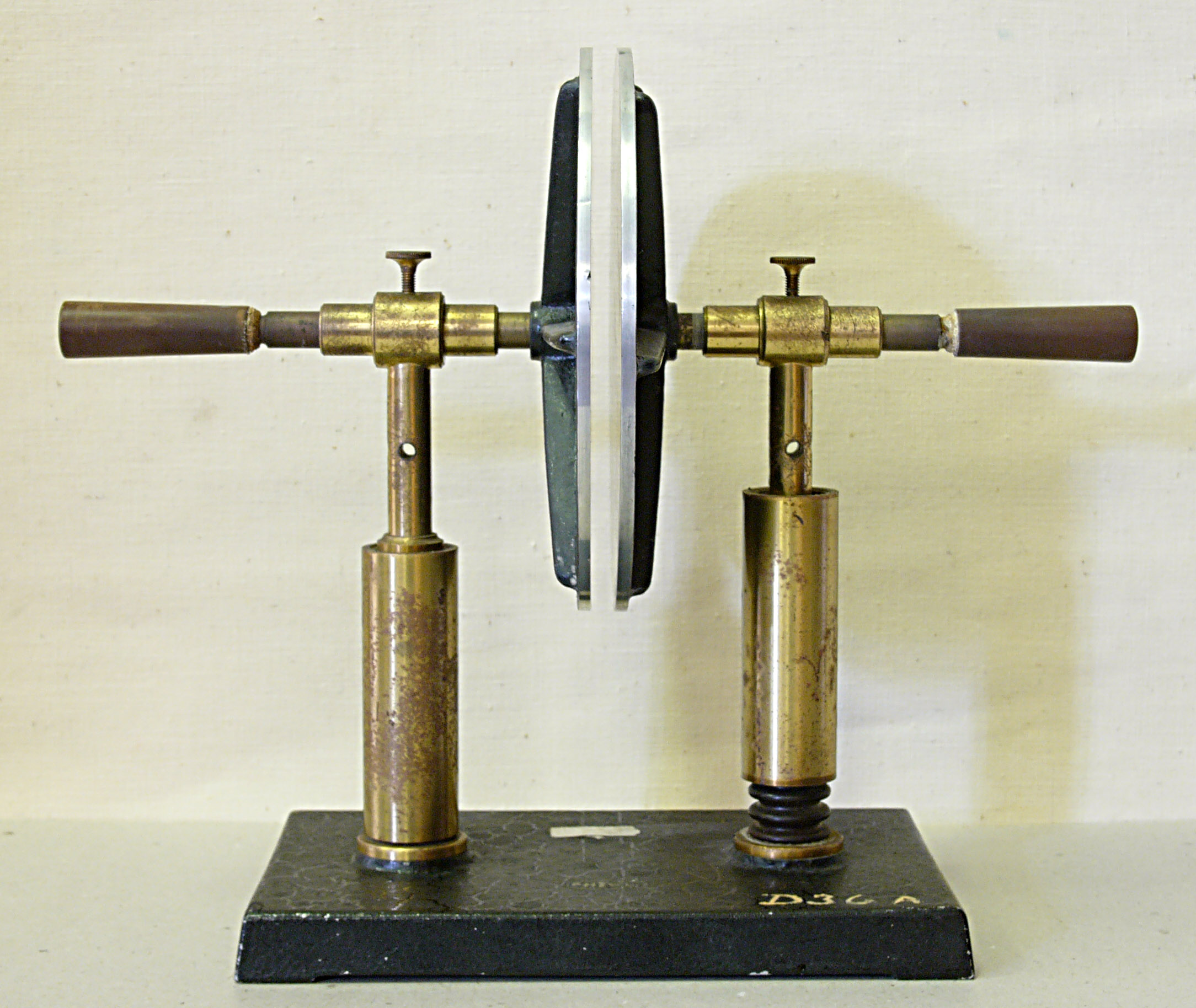
Klassieke plaatcondensator
Schulhistorische Sammlung Bremerhaven

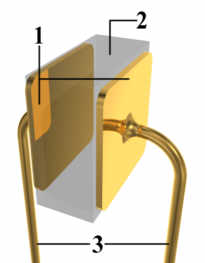
Condensator:
1. parallelle platen
2. diëlektricum
3. stroomdraden

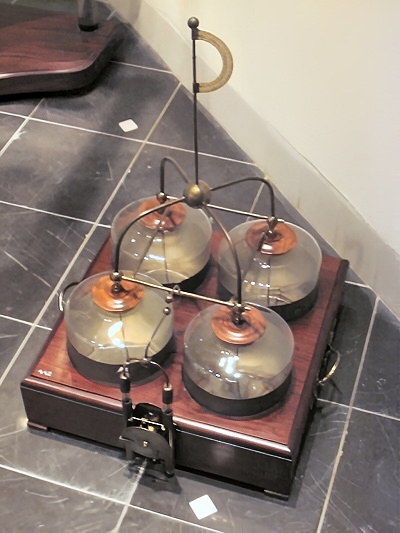
Vier Leidse flessen in Rijksmuseum Boerhaave, Leiden. De Leidse fles was de eerste praktische condensator.

Ladingsscheiding in een condensator met parallelle platen veroorzaakt een inwendig elektrisch veld. Een dielektricum (oranje) verkleint de veldsterkte en vergroot de capaciteit van de condensator.

Een condensator is een elektrische component waarin aan de ene zijde elektrische lading opgeslagen kan worden, met gelijktijdige opslag van de tegengestelde lading aan de andere zijde. Wanneer gesproken wordt van de lading van een condensator wordt bedoeld de lading aan een referentiezijde, per saldo is de lading van de condensator nul. Afhankelijk van het type condensator kan de lading aan de referentiezijde zowel positief als negatief zijn, er is symmetrie tussen beide zijden, of alleen positief bij een elektrolytische condensator. Deze raakt bij een negatieve spanning aan deze zijde  beschadigd.
Een condensator is opgebouwd uit twee geleiders met een relatief groot oppervlak die zich dicht bij elkaar bevinden en gescheiden zijn door een niet-geleidend materiaal of vacuüm, het diëlektricum.
Wanneer de ene geleider positief geladen wordt ten opzichte van de andere, verplaatsen de aan moleculen in het diëlektricum gebonden elektronen zich een beetje naar de positief geladen geleider. De naam is afgeleid van het Latijn condensare: samenpersen, wat betrekking op de ladingen heeft, die samengeperst worden bij de polen (platen) van de condensator.

## Geschiedenis
De eerste condensator was de Leidse fles: een glazen fles gevuld met geleidend water met tinfolie aan de buitenkant en in latere typen ook aan de binnenkant. De capaciteit was van de orde van 7 nF. De fles werd uitgevonden door de Duitser Ewald Georg von Kleist in oktober 1745; onafhankelijk van hem schijnt Pieter van Musschenbroek in 1744 al een soortgelijke uitvinding gedaan te hebben aan de Universiteit Leiden, vandaar de naam van de fles.
Er staat in de Schulhistorische Sammlung in Bremerhaven een voorbeeld van een condensator, die aan het begin van de 20e eeuw in het onderwijs werd gebruikt met lucht en glas als diëlektricum.

## Capaciteit
Naarmate een condensator lading opneemt, stijgt de spanning over de condensator. Het vermogen van een condensator om lading op te slaan, het aantal coulomb per volt, heet de capaciteit van de condensator en wordt gemeten in de eenheid farad; 1 F = 1 C · V−1. De capaciteit is afhankelijk van
- de oppervlakte van de geleiders; hoe groter de oppervlakte, hoe groter de capaciteit;
- de afstand tussen de geleiders: de capaciteit wordt groter naarmate de afstand tussen de geleiders, in oude condensatoren de platen, kleiner is;
- het diëlektricum, het materiaal of het vacuüm, tussen de geleiders.

Vroeger werd de capaciteit van condensatoren wel in centimeters uitgedrukt, in het Gemengde stelsel van Gauss. Dat is niet zo verwonderlijk: de capaciteit is voornamelijk van de vorm van de condensator afhankelijk: het plaatoppervlak gedeeld door de afstand, met een dimensieloze factor, de permittiviteit, de diëlektrische constante εr, voor het diëlektricum. 1 cm ≈ 1,11 pF.
De gebruikelijke voorvoegsels worden in dit geval achterwege gelaten; zo kan men een condensator van 10.000 cm aantreffen, niet 100 m. Een dergelijke condensator bestaat bijvoorbeeld uit twee platen van 1 m² op een onderlinge afstand van 1 cm, of, praktischer, twee platen van 1 cm² op een onderlinge afstand van 1 µm.

## Diëlektricum
De geleiders zijn van elkaar geïsoleerd, maar in de praktijk laat het materiaal in de tussenruimte (het diëlektricum) toch een kleine lekstroom door. In schakelschema's wordt daar rekening mee gehouden middels een grote weerstand die parallel staat aan de condensator. Bovendien is er een bovengrens aan de sterkte van het elektrisch veld dat tussen de geleiders van een condensator kan worden aangelegd: de doorslagspanning.
De isolerende tussenstof tussen de platen van een condensator kan zijn:
1. lucht – in afstemcondensatoren in radio's
2. glas – in de historische Leidse fles, maar ook in moderne condensatoren voor hoogspanningstoepassingen
3. keramisch materiaal - voor toepassing met hoogfrequente signalen als in röntgen- en MRI-toestellen in ziekenhuizen
4. mylar in klokken en dergelijke.
5. waspapier in condensatoren in automotoren.

## Condensator en spoel
De elektrische tegenhanger van de condensator is de spoel. Terwijl een ideale condensator een oneindig grote weerstand vormt voor gelijkstroom en voor een wisselstroom een impedantie die kleiner wordt naarmate de frequentie toeneemt, is een ideale spoel juist een volmaakte geleider voor gelijkstroom, terwijl zijn impedantie toeneemt met de frequentie van een wisselstroom. Condensatoren en spoelen worden toegepast in scheidingsfilters, die wisselstroomsignalen afhankelijk van hun frequentie doorlaten of tegenhouden.

## Basisformules

De condensator is verbonden met een staafbatterij waardoor de platen van de condensator geladen zijn met elektrische ladingen en, wat gepaard gaat met een elektrisch veld (pijltjes) tussen de platen

Een condensator kan aan de ene zijde elektrische lading opslaan, met gelijktijdig opslaan van de tegengestelde lading aan de andere zijde. Dit vermogen wordt de capaciteit van de condensator genoemd en uitgedrukt in de eenheid farad (symbool F). Een condensator die een lading van 1 coulomb aan de ene zijde bevat terwijl aan die zijde de elektrische potentiaal 1 volt hoger is dan aan de andere zijde, heeft een capaciteit van 1 farad.
Wanneer over de lading van een condensator wordt gesproken, wordt daarmee de lading aan een referentiezijde bedoeld. Dienovereenkomstig wordt de spanning over een condensator positief gerekend als die aan de referentiezijde hoger is. Deze is rechtevenredig met de lading op de condensator. Het verband tussen de spanning {\displaystyle U} in volt en de lading {\displaystyle Q} in coulomb wordt gegeven door:
{\displaystyle Q=CU},
waarin {\displaystyle C} de capaciteit van de condensator in farad is.
De energie in joule van een condensator met lading {\displaystyle Q} is de energie die nodig is om de condensator vanaf lading 0 op te laden. Het toevoeren van een kleine lading {\displaystyle \mathrm {d} q} kost een energie {\displaystyle U\mathrm {d} q}. Integreren van {\displaystyle q=0} tot {\displaystyle q=Q} levert de totale energie {\displaystyle E}:
{\displaystyle E=\int _{q=0}^{Q}U{\rm {d}}q=\int _{q=0}^{Q}{\frac {q}{C}}{\rm {d}}q={\tfrac {1}{2}}{\frac {Q^{2}}{C}}={\tfrac {1}{2}}CU^{2}}

## Plaat- en elektrolytische condensator

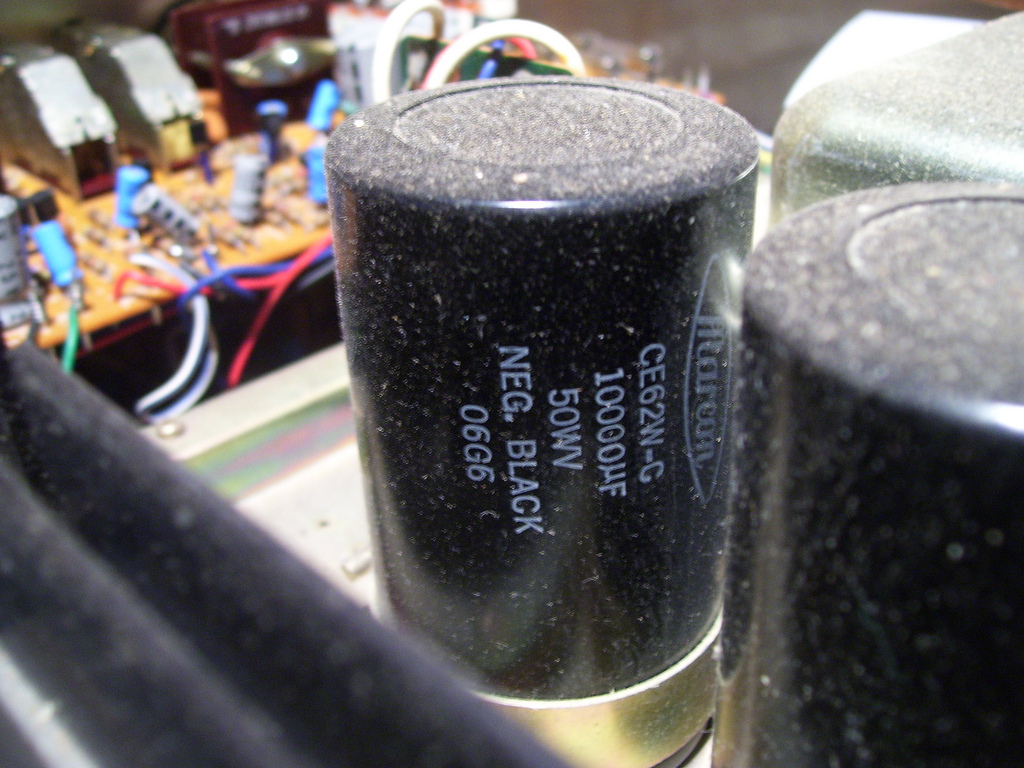
Condensator van 10.000 microfarad in een TRM-800 versterker.

Het meest voorkomende model voor de werking van condensatoren is de plaatcondensator.
Het symbool, twee evenwijdige strepen, is daarvan afgeleid.
De capaciteit van een plaatcondensator is zeer beperkt. Het ontwerp van veel condensatoren is dan ook gericht op verhoging van de capaciteit door:
- de oppervlakte van de platen te vergroten,
- de afstand tussen de platen te verkleinen, of
- de permittiviteit van het diëlektricum te vergroten.

Voor de eenvoudigste condensator, de plaatcondensator, is de capaciteit als volgt te berekenen. De platen zijn overal gelijk (nemen we aan) en hebben een oppervlakte {\displaystyle A} en een ladingsdichtheid
{\displaystyle \sigma ={\frac {Q}{A}}}
op het oppervlak van de platen. Als de afmeting van de platen veel groter is dan hun tussenafstand {\displaystyle d}, is het elektrische veld rond het midden van de condensator gelijk aan
{\displaystyle E={\frac {\sigma }{\varepsilon }}}
met {\displaystyle \varepsilon } de permittiviteit van de tussenstof (diëlektricum). De spanning is gedefinieerd als de lijnintegraal van het elektrische veld tussen de platen
{\displaystyle U=\int _{0}^{d}E\mathrm {d} z=\int _{0}^{d}{\frac {\sigma }{\varepsilon }}\mathrm {d} z={\frac {\sigma d}{\varepsilon }}={\frac {Qd}{\varepsilon A}}}
Met {\displaystyle C=Q/U} volgt
{\displaystyle C={\frac {\varepsilon A}{d}}}
De capaciteit van de condensator is recht evenredig met de oppervlakte {\displaystyle A} van de platen en omgekeerd evenredig met de afstand {\displaystyle d} tussen de platen. Verder is de capaciteit recht evenredig met de permittiviteit {\displaystyle \varepsilon } van het diëlektricum.
Een belangrijke uitvoering, speciaal voor grote capaciteiten, is de elektrolytische condensator (elco). Deze bestaat uit twee opgerolde (voor groot oppervlak) lagen aluminiumfolie gescheiden door papier of poreuze kunststof, gedrenkt in een elektrolyt. De elektrolyt maakt het papier geleidend, waardoor dat deel uitmaakt van een van de "platen". Het diëlektricum wordt gevormd door aluminiumoxide op een van beide platen. Aluminiumoxide is uiterst dun waardoor de capaciteit zeer hoog is. Nadeel is dat het oxide in stand wordt gehouden door de aangebrachte spanning. Elektrolytische condensatoren zijn daardoor "gepoold": ze hebben een plus- en een minpool. Bij omkeren van de spanning wordt het diëlektricum vrij snel afgebroken, waarna de condensator 'doorslaat' en er kortsluiting ontstaat.

## Vorm en uitvoering
Door zijn mechanische constructie en de gebruikte materialen bestaan er veel verschillende soorten condensatoren. Zo zijn er verschillen in vorm en in gebruikte techniek. Er zijn de verschillende vormen.

### Vlakke of plaatcondensator
Een condensator, die uit twee vlakke platen bestaat met oppervlakte {\displaystyle A} op een onderlinge afstand {\displaystyle d} en gescheiden door een vacuüm heeft, verondersteld dat de randeffecten worden verwaarloosd, een capaciteit 
{\displaystyle C=\varepsilon _{0}{\frac {A}{d}}} (farad)
Hierin is 
{\displaystyle \varepsilon _{0}=8,\!85419\cdot 10^{-12}\ \mathrm {F/m} }
de elektrische veldconstante. {\displaystyle C} wordt in farad geschreven, {\displaystyle A} in m2 en {\displaystyle d} in m.
Het volume is {\displaystyle V=A\cdot d} zodat de energiedichtheid {\displaystyle u} gegeven wordt door:
{\displaystyle u={\frac {W}{V}}={\tfrac {1}{2}}{\frac {CU^{2}}{V}}={\tfrac {1}{2}}\varepsilon _{0}{\frac {A}{d}}{\frac {1}{Ad}}U^{2}={\tfrac {1}{2}}\varepsilon _{0}\left({\frac {U}{d}}\right)^{2}={\tfrac {1}{2}}\varepsilon _{0}E^{2}},
met {\displaystyle E={\frac {U}{d}}} de elektrische veldsterkte tussen de platen.

### Bolvormige condensator
De capaciteit van een condensator bestaande uit twee concentrische sferen met stralen {\displaystyle r_{a}} en {\displaystyle r_{b}} wordt gegeven door
{\displaystyle C=4\pi \varepsilon _{0}\cdot {\frac {r_{a}r_{b}}{r_{b}-r_{a}}}}

### Cilindervormige condensator
De capaciteit van een condensator bestaande uit twee concentrische cilinders met stralen {\displaystyle r_{a}} en {\displaystyle r_{b}}, en lengte {\displaystyle l} wordt gegeven door
{\displaystyle C={\frac {2\pi \varepsilon _{0}}{\ln({\frac {r_{b}}{r_{a}}})}}\cdot l}

### Uitvoering

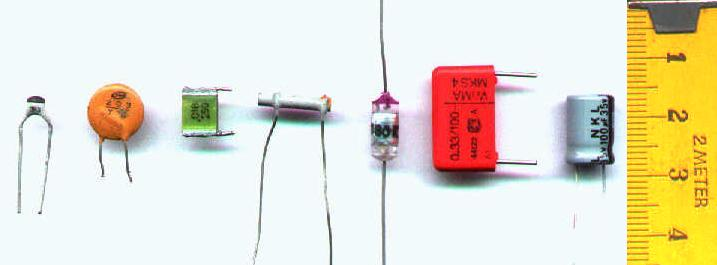
diverse soorten condensatoren

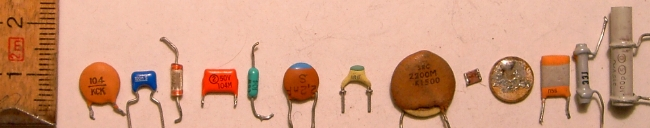
keramische condensatoren

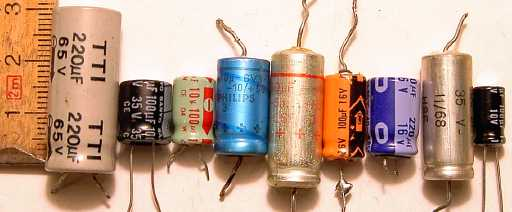
elektrolytische condensatoren

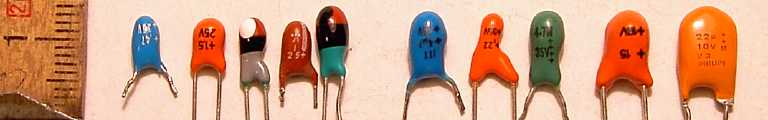
tantaal condensatoren

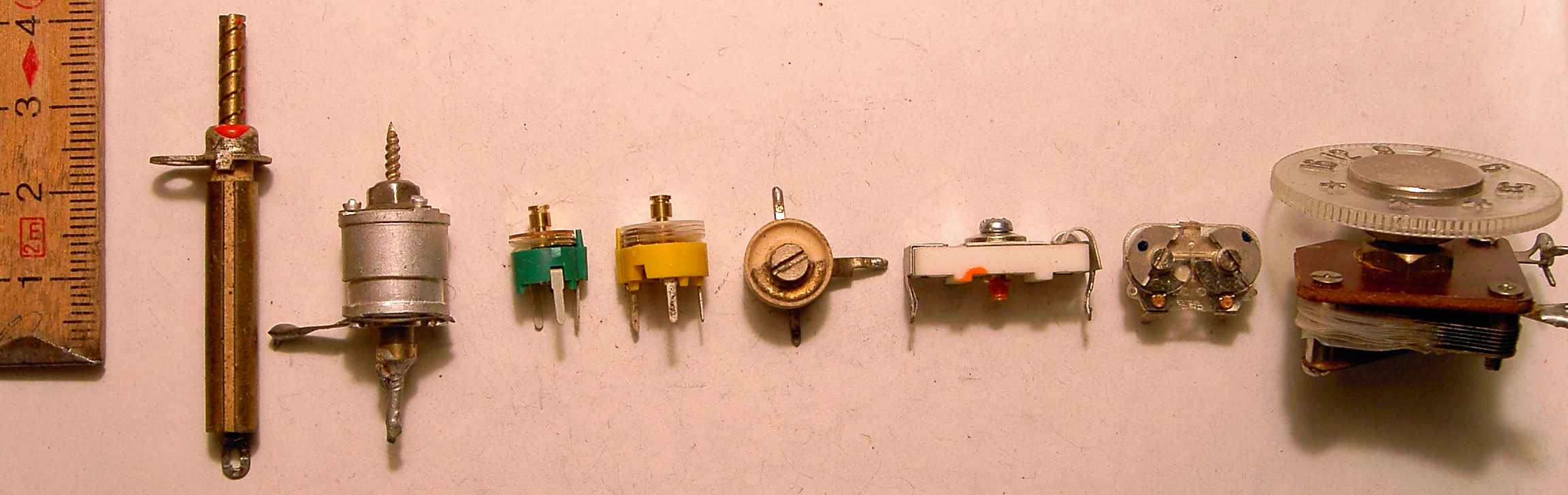
regelbare condensatoren

De voornaamste karakteristieken die bepalen hoe condensatoren worden uitgevoerd zijn: de capaciteit, de tolerantie, verlieshoek, toegelaten temperatuur en spanning (waaronder de polariteitsgevoeligheid), stabiliteit en fysieke afmetingen.
Er zijn verschillende typen condensatoren:
- keramische (kleine capaciteit, hoge doorslagspanning), tegenwoordig ook als surface-mounted device (SMD) met grotere capaciteit bij lage werkspanning, zeer goede temperatuurbestendigheid, tot 125 °C. In klasse I met lage verlieshoek en grote stabiliteit (NP0, COG), klasse IIa met gemiddelde verlieshoek en matige stabiliteit (X7R) en klasse IIb met lage stabiliteit en grote capaciteit (Y5V).
- met kunststoffilm als diëlektricum, polypropeen met goede hoogfrequent eigenschappen (KP, MKP) en polyester met slechte HF eigenschappen (KT, MKT), maar grotere capaciteitswaardes. Boven 85 °C mag er slechts een gereduceerde spanning op dit type condensator gezet worden. Er zijn typen met gemetalliseerde kunststof film en typen met een film/foliestructuur. De laatste verdragen grotere stromen.
- mica (kleine capaciteit, hoge doorslagspanning, geringe verliezen)
- elektrolytische condensator (hoge capaciteit mogelijk,vooral gebruikt voor spanningsstabilisatie, kortweg 'elco' genoemd), beperkte levensduur bij hoge temperaturen, die ook door eigenverwarming kunnen ontstaan door de rimpelstroom door de condensator
- tantaal-elco (hoge capaciteit mogelijk bij kleine afmeting)**
- variabele condensator, bijvoorbeeld een afstemcondensator of een varicap in een radio-ontvanger. Variabele condensatoren die alleen voor servicedoeleinden toegankelijk zijn om een schakeling af te regelen, worden wel trimmers genoemd.
- oliecondensatoren (voor hoge vermogens)
- supercondensatoren, met uitzonderlijk hoge capaciteit van 1 tot vele farad maar met relatief hoge lekstroom

## Gelijk- en wisselstroom
Een condensator beïnvloedt het vloeien van elektrische stroom. Voor gelijkstroom is hij een blokkade: er vloeit slechts een stroom door de oplaadweerstand totdat de condensator opgeladen is. Bij een aangelegde wisselspanning wordt de condensator afwisselend geladen, ontladen en tegengesteld geladen, waardoor schijnbaar stroom wordt doorgelaten; in het circuit waarin de condensator is opgenomen loopt een wisselstroom.

### Gelijkstroomschakeling: op- en ontladen

Eenvoudige RC-schakeling om een condensator op te laden.

#### Opladen
Een serieschakeling met een weerstand, een condensator, een schakelaar en een gelijkspanningsbron die een spanning {\displaystyle U_{0}} levert, kan gebruikt worden om een condensator op te laden.
Als de condensator aanvankelijk ongeladen is en de schakelaar wordt gesloten op het tijdstip {\displaystyle t=0}, wordt over een periode {\displaystyle t} door een stroom {\displaystyle i(\tau )} een hoeveelheid lading {\displaystyle Q(t)} aan de platen van de condensator toegevoegd, gelijk aan:
{\displaystyle Q(t)=\int _{0}^{t}i(\tau )\mathrm {d} \tau }
Gegeven de capaciteit {\displaystyle C} van de condensator is de spanning {\displaystyle U_{C}(t)} over de condensator op het tijdstip {\displaystyle t} dus:
{\displaystyle U_{C}(t)={\frac {1}{C}}Q(t)={\frac {1}{C}}\int _{0}^{t}i(\tau )\mathrm {d} \tau }
Uit de spanningswet van Kirchhoff en de wet van Ohm volgt:
{\displaystyle U_{0}=U_{R}(t)+U_{C}(t)=i(t)R+{\frac {1}{C}}\int _{0}^{t}i(\tau )\mathrm {d} \tau },
waarin {\displaystyle U_{R}} de spanning over de weerstand is.
Door de laatste vergelijking te differentiëren naar tijd en te vermenigvuldigen met {\displaystyle C} ontstaat een eerste-orde lineaire differentiaalvergelijking met constante coëfficiënten {\displaystyle R} en {\displaystyle C}:
{\displaystyle RC{\frac {\mathrm {d} i(t)}{\mathrm {d} t}}+i(t)=0},
met als oplossing:
{\displaystyle i(t)=i(0)\ e^{-t/RC}}
Voor {\displaystyle t=0} is de spanning over de condensator nog 0 V en de spanning over de weerstand {\displaystyle U_{R}(0)=U_{0}}, zodat
{\displaystyle i(0)={\frac {U_{0}}{R}}}
Dus is
{\displaystyle i(t)={\frac {U_{0}}{R}}\ e^{-t/RC}}
en
{\displaystyle U_{C}(t)=U_{0}-U_{R}(t)=U_{0}-i(t)R=U_{0}\left(1-e^{-t/RC}\right)}
Het product {\displaystyle RC} wordt de tijdconstante van het systeem genoemd.
Terwijl de spanning over de condensator toeneemt, neemt de spanning over de weerstand en de stroom door de hele schakeling exponentieel af.

#### Ontladen
Het omgekeerde geval, de ontlading van een geladen condensator met spanning {\displaystyle U_{0}} over een weerstand {\displaystyle R} (dus zonder spanningsbron in het circuit, en met de schakelaar gesloten), verloopt ook exponentieel. Nu is:
{\displaystyle U_{C}(t)=i(t)R}
Omdat voor de lading op de condensator geldt {\displaystyle Q(t)=C\ U_{C}(t)}, is
{\displaystyle i(t)={\frac {\mathrm {d} Q(t)}{\mathrm {d} t}}=C{\frac {\mathrm {d} U_{C}(t)}{\mathrm {d} t}}},
zodat
{\displaystyle U_{C}(t)=RC{\frac {\mathrm {d} U_{C}(t)}{\mathrm {d} t}}},
met als oplossing:
{\displaystyle U_{C}(t)=U_{0}\ e^{-t/RC}}

### Complexe impedantie

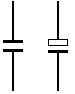
Symbolen voor een condensator: links een 'gewone' condensator, rechts een polariteits-gevoelige condensator zoals een elco.

Over een condensator met capaciteit {\displaystyle C} is de aangelegde spanning {\displaystyle U} een enkele sinusgolf met hoekfrequentie {\displaystyle \omega }, complex geschreven als:
{\displaystyle U(t)=U_{0}\ e^{j\omega t}}
De stroom {\displaystyle I(t)} door de condensator is de ladingsverandering, dus
{\displaystyle I(t)={\frac {\mathrm {d} Q}{\mathrm {d} t}}=C{\frac {\mathrm {d} U(t)}{\mathrm {d} t}}=j\omega C\ U_{0}\ e^{j\omega t}=j\omega C\ U(t)}
Blijkbaar is
{\displaystyle U=I{\frac {1}{j\omega C}}=I\cdot Z_{C}}
Hierin is
{\displaystyle Z_{C}={\frac {1}{j\omega C}}}
de (complexe) impedantie van de condensator, de zogenaamde capacitantie. Dit is een uitbreiding van de wet van Ohm.
Zo is bijvoorbeeld de complexe impedantie van een condensator met capaciteit {\displaystyle C=1}µF bij een frequentie {\displaystyle f=50}Hz gelijk aan:
{\displaystyle Z={\frac {1}{j\omega C}}={\frac {1}{j\,2\pi f\,C}}\approx 3200\Omega }
Vanwege de imaginaire factor {\displaystyle j} loopt de stroom {\displaystyle I} 90° in fase voor — 'ijlt voor' — op de spanning {\displaystyle U}. Het complexe elektrisch vermogen, {\displaystyle UI}, dat geleverd wordt is daarom nul. In de praktijk zal een condensator een lekstroom hebben tussen de platen, die kan worden verrekend door een parallelle weerstand {\displaystyle R_{\text{c}}}. De complexe impedantie wordt dan:
{\displaystyle Z_{C}={\frac {1}{{\tfrac {1}{R_{\text{c}}}}+j\omega C}}}
Dit kan herschreven worden als
{\displaystyle Z_{C}={\frac {R_{\text{c}}}{1+j\omega R_{\text{c}}C}}}
De fasedraaiing {\displaystyle \varphi } is dan kleiner dan 90° (want {\displaystyle \tan(\varphi )=\omega R_{\text{c}}C}) en er wordt wel elektrisch vermogen gedissipeerd. De factor {\displaystyle R_{\text{c}}C} heeft de dimensie tijd, uitgedrukt in seconden als {\displaystyle R_{\text{c}}} in Ω en {\displaystyle C} in F gemeten is. Deze tijdconstante speelt een herkenbare rol bij stapsgewijze verandering van de spanning over een condensator.

## Vervangingscapaciteit

### Parallelschakeling

Condensatoren parallel geschakeld

Voor de vervangingscapaciteit {\displaystyle C_{\text{p}}} bij parallelschakeling van {\displaystyle n} condensatoren met capaciteiten {\displaystyle C_{1},\ldots C_{n}} worden de afzonderlijke capaciteiten opgeteld, omdat de spanningen over de condensatoren gelijk zijn maar de lading zich verdeelt. Voor elk van de condensatoren geldt namelijk
{\displaystyle Q_{i}=C_{i}U}
zodat voor de totale capaciteit {\displaystyle C_{\text{p}}} geldt
{\displaystyle C_{\text{p}}={\frac {Q}{U}}={\frac {\sum _{i=1}^{n}{Q_{i}}}{U}}=\sum _{i=1}^{n}C_{i}}

### Serieschakeling

Condensatoren in serie geschakeld

Bij de serieschakeling is de lading {\displaystyle Q} op elke condensator hetzelfde, de spanning {\displaystyle U} over de serieschakeling daarentegen is de som van de spanningen {\displaystyle U_{i}} over de afzonderlijke condensatoren:
{\displaystyle U=U_{1}+U_{2}+\ldots +U_{n}}
De vervangingscapaciteit {\displaystyle C_{\text{s}}} bij serieschakeling van {\displaystyle n} condensatoren met capaciteiten {\displaystyle C_{1},\ldots C_{n}} is dus:
{\displaystyle C_{\text{s}}={\frac {Q}{U}}={\frac {Q}{\sum _{i=1}^{n}U_{i}}}},
of anders geschreven:
{\displaystyle {\frac {1}{C_{\text{s}}}}=\sum _{i=1}^{n}{\frac {1}{C_{i}}}}
De berekening is analoog aan de berekening bij parallelle weerstanden.
Uitgewerkt voor twee in serie geschakelde condensators geeft dit
{\displaystyle C_{\text{s}}={\frac {C_{1}\cdot C_{2}}{C_{1}+C_{2}}}}

## Aanduiding van de capaciteit
Bij bepaalde condensatoren wordt de capaciteit expliciet op de behuizing vermeld, inclusief de eenheid, bijvoorbeeld 470 μF, bij andere zonder de eenheid en dan is de impliciet aangenomen eenheid de picofarad. Indien er gebruik wordt gemaakt van een kleurcodering voor elektronica is het systeem bij de eerste drie banden (geteld vanaf de bovenkant/buitenkant van de condensator) analoog aan dat van de weerstand, dus de eerste band geeft de tientallen, de tweede band de eenheden en de derde band de vermenigvuldigingsfactor (macht van 10) weer, dit alles in picofarad. Een vierde band kan de tolerantie weergeven zoals bij weerstanden, en de vijfde band de maximaal toegelaten spanning. Bij een opdruk met drie cijfers zonder expliciet aangegeven eenheid is ook het derde cijfer de vermenigvuldigingsfactor (macht van 10). Een keramische condensator met bijvoorbeeld opdruk 104 heeft een capaciteit van 10 × 104 = 100.000 pF = 100 nF = 0,1 μF.
Verder kan de capaciteit van condensatoren gemeten worden met speciale capaciteitsmeters, die vaak ook onderdeel zijn van multimeters. Ook zijn LC-meters verkrijgbaar, waarmee men zowel condensatoren als spoelen kan doormeten.

## Toepassingen
Condensatoren worden veel gebruikt in elektronische schakelingen, onder meer:
- om gelijkstroom te blokkeren, maar wisselstroom door te laten, bijvoorbeeld een geluidssignaal naar luidspreker zonder gelijkspanning of de AC/DC-schakelaar op een oscilloscoop;
- in frequentiefilters, bijvoorbeeld in audiotoepassingen;
- om spanningsschommelingen af te vlakken, bijvoorbeeld in gelijkrichters;
- samen met spoelen in trillingskringen voor het afstemmen op bepaalde frequenties in radio's en vele andere toepassingen, zie LC-kring;
- samen met een weerstand als tijdbepalend element in een geïntegreerde schakeling zoals de NE555 en NE551, in elektrische klokken, wekkers en tellers;
- in de vorm van een condensatormicrofoon;
- in de vorm van een van spanningafhankelijke varicap in afstemkringen;
- om de positie van een geleider te bepalen bij de meeste moderne aanraakschermen;
- om vermogen gepulst af te geven, zoals bij radarinstallaties, deeltjesversnellers, gepulste lasers, elektromagnetische wapens als de railgun, ontstekingen van kernwapens, de flitser van een fototoestel enzovoorts.
- als impedantie in een wisselspanningschakeling met als voordeel geen of minder ohmse verliezen (warmte). Bv een condensator in serie met een elektromotortje om het toerental te verminderen.
- in de plaats van een (chemische) accu, o.a. vanwege de snelle oplaadtijd. Nadeel is dat deze 'accu' bij niet gebruiken sneller leegloopt.[5]

## Overige
- Cos φ-compensatie is een aanpassingsmethode waarmee de faseverschuiving in een elektrische installatie tot een aanvaardbare waarde wordt teruggebracht. Men noemt dit het verbeteren of het compenseren van de arbeidsfactor. Zo’n compensatie wordt tegenwoordig bijna altijd met condensatoren uitgevoerd, die tot een condensatorenbatterij worden samengesteld.
- Veel elektrische componenten zoals kabels zijn onbedoeld tevens condensatoren met een zekere capaciteit. Dit heet dan een 'parasitaire capaciteit'. Daardoor wordt een bovengrens opgelegd aan de frequentie van het door te geven signaal.
- Het biologische celmembraan en het oppervlak van een elektrode in een elektrolyt gedragen zich ook als condensatoren.
- Een condensator kan in een hydraulische analogie worden als een watertoren beschouwd.

## Websites
- Condensator op natuurkunde.nl
- (en)  Howstuffworks.com: How Capacitors Work
- (en)  CapSite 2009: Introduction to Capacitors
- (en)  Capacitor and its uses
- (en)  Make-A-Water-Bottle-Capacitor
- (en)  IEEE capacitor: geschiedenis en toepassing